# Templo Brihadisvara
El templo Brihadisvara, también conocido como templo RajaRajeswara y Rajarajeswaram, es un templo hindú dedicado a Shiva y un trabajo artístico realizado por los Chola por el emperador Rajaraja I entre el 1003 y 1010, correspondiente a la arquitectura tamil. Se encuentra ubicado en Thanjavur, en el estado indio de Tamil Nadu. El templo forma parte de la lista de Patrimonio de la Humanidad de Unesco junto a los templos Gangaikondacholisvaram y Airavatesvara, bajo el nombre de Los grandes templos vivientes Chola. Se lo conoce popularmente como "gran templo".
El templo es uno de los sitios arquitectónicos más preciados de la India. Se encuentra en medio de murallas que, probablemente, fueron construidas en el siglo XVI. La vímana del templo mide 65 metros de altura y se encuentra entre las más altas de su tipo en el mundo. Hay una gran estatua de Nandi, el toro sagrado, tallado en una única piedra. Se encuentra en la entrada del templo y mide alrededor 5 metros de largo y 4 de alto.
La estructura completa del templo fue hecha en granito. La fuente más cercana de este material se encuentra cerca de Tiruchchirapalli, a alrededor de 60 km al oeste de Thanjavur. Fue construido en 1 010 d. C.  por Raja Raja Chola I.

## Galería

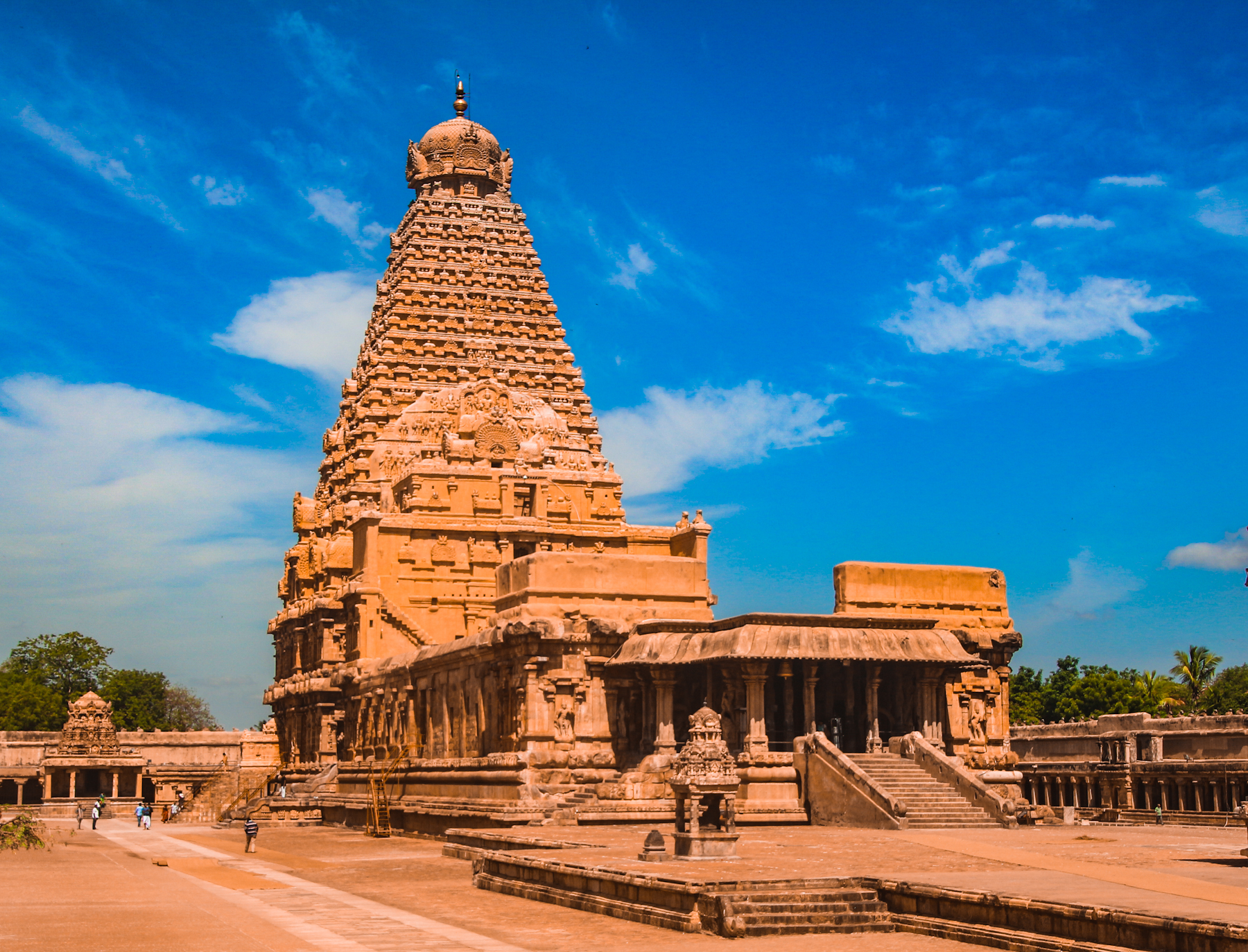
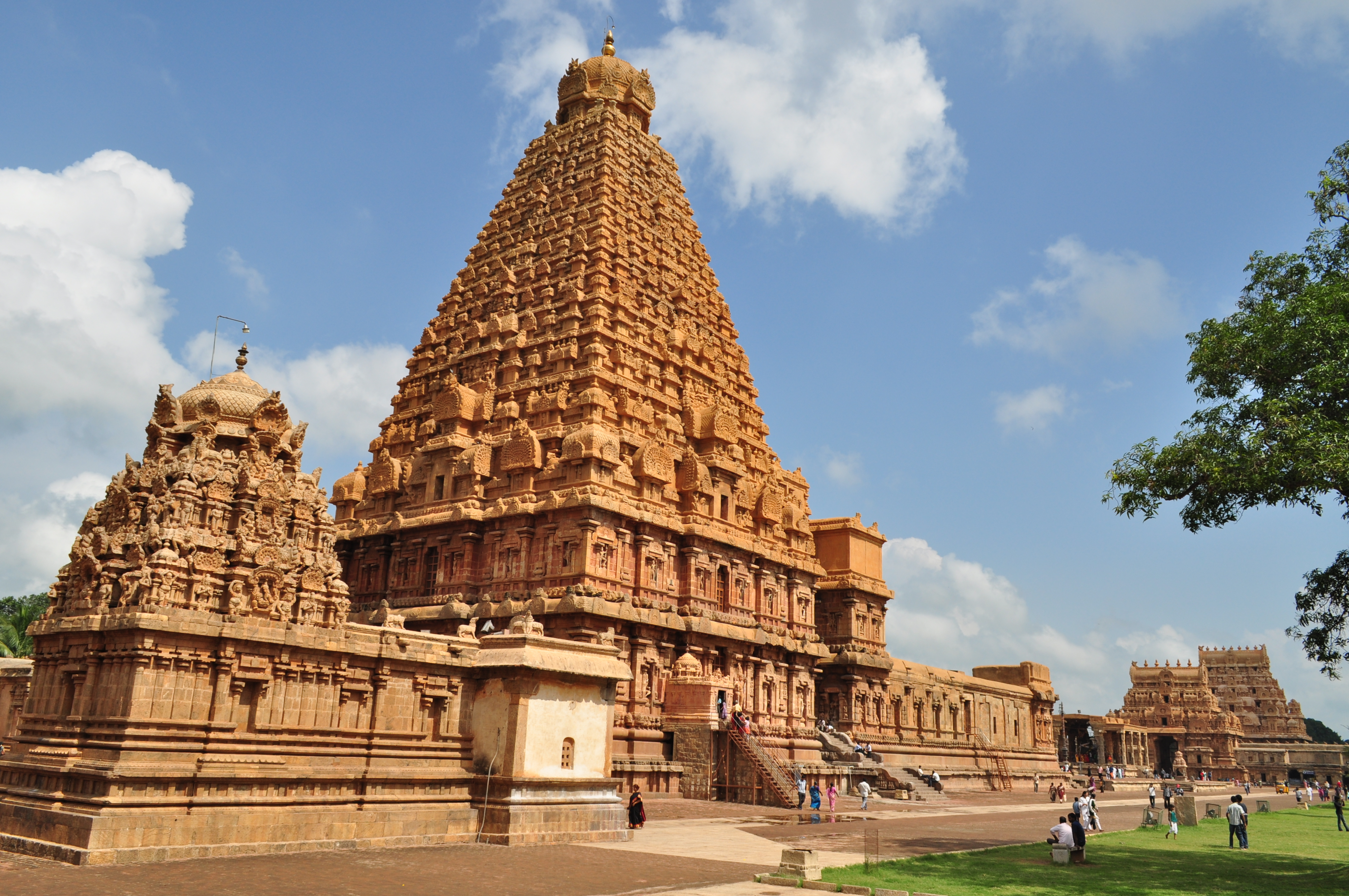
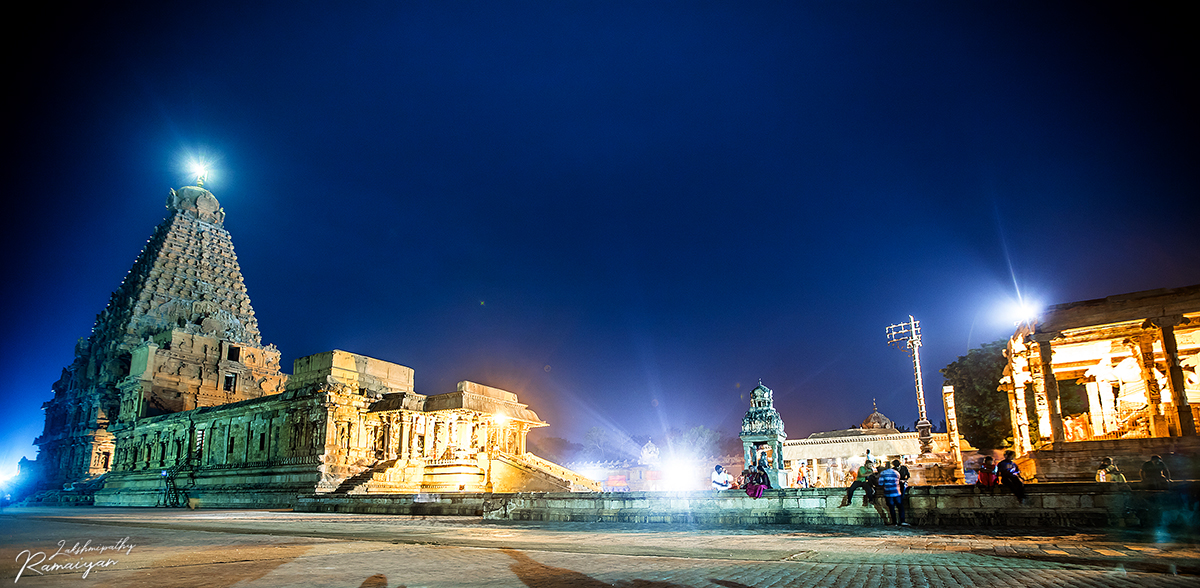
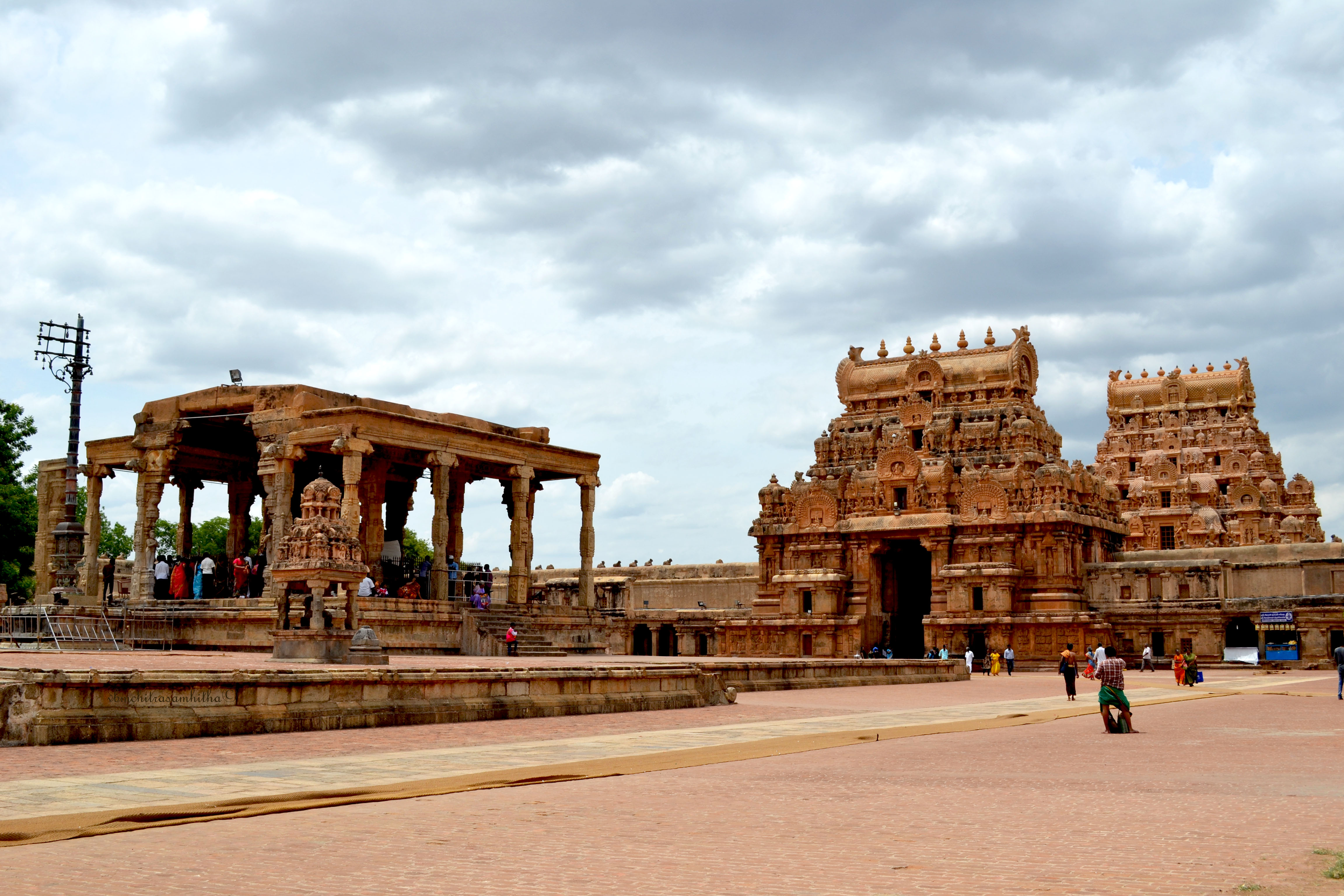